# Nocticola rohini
Nocticola rohini es una especie de cucaracha del género Nocticola, familia Nocticolidae. Fue descrita científicamente por Fernando en 1962.
Habita en Sri Lanka.